# レッジューノ
レッジューノ（伊: Leggiuno）は、イタリア共和国ロンバルディア州ヴァレーゼ県にある、人口約3,700人の基礎自治体（コムーネ）。

## 地理

### 位置・広がり

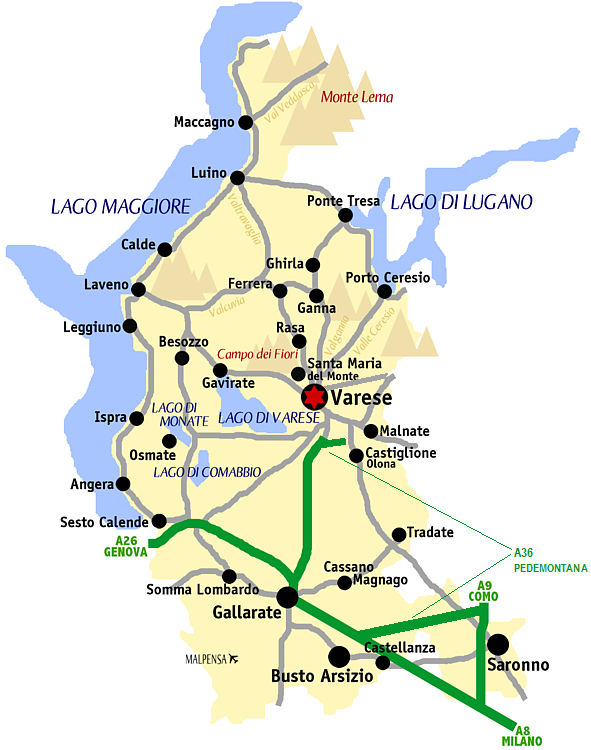
ヴァレーゼ県概略図

#### 隣接コムーネ
隣接するコムーネは以下の通り。括弧内のVBはヴェルバーノ・クジオ・オッソラ県所属を示す。
- ベルジラーテ (VB)
- ベゾッツォ
- カラヴァーテ
- ラヴェーノ＝モンベッロ
- モンヴァッレ
- サンジャーノ
- ストレーザ (VB)

### 地震分類
イタリアの地震リスク階級 (it) では、4 に分類される
。

## 行政

### 分離集落
レッジューノには、以下の分離集落（フラツィオーネ）がある。
- Arolo, Ballarate, Baraggia, Bosco, Casa Motta, Campagna, Cellina, Cobbione, Ghirate, La Gesiola, Marzaro, Mirasole, Quicchio, Reno, Roncaccio, Rozzoni, Santa Caterina del Sasso, Santa Maria, Sasso Moro

## 人物

### 著名な出身者
- ルイジ・リーヴァ - 1960-70年代に活躍したサッカー選手。